# ان‌جی‌سی ۱۹۸۰
ان‌جی‌سی ۱۹۸۰ (انگلیسی: NGC 1980) یا جواهر گمشده شکارچی یک خوشه باز جوان مرتبط با یک سحابی نشری در صورت فلکی شکارچی است. این ستاره توسط ویلیام هرشل در ۳۱ ژانویه ۱۷۸۶ کشف شد. اندازه ظاهری آن ۱۴ × ۱۴ دقیقه قوس است و در اطراف ستاره نائر السیف در نوک جنوبی صورت فلکی شکارچی قرار دارد.